# 29 septembre dans les chemins de fer
29 août 29 octobre
Chronologies thématiques
- Croisades
- Sports
- Disney

Cette page concerne les événements qui se sont déroulés un 29 septembre dans les chemins de fer.

## Événements

### XXesiècle
- 1996. France-Italie : mise en service d'une liaison directe par TGV (trois allers et retours quotidiens) entre Paris, Turin et Milan.